# Đại Thạnh
Đại Thạnh là một xã thuộc huyện Đại Lộc, tỉnh Quảng Nam, Việt Nam.
Xã Đại Thạnh có diện tích 57,64 km², dân số năm 2019 là 4.056 người, mật độ dân số đạt 70 người/km².